# 알랭 푸르니에
알랭 푸르니에(Alain-Fournier)는 앙리-알방 푸르니에(Henri-Alban Fournier)의 필명으로, 1886년 10월 3일 셰르의 라 샤펠당지용에서 태어나, 1914년 9월 22일 생레미라칼론에서 전투 중 사망한 프랑스의 작가로, 그의 유일작으로 여전히 유명한 <대장 몬느Le Grand Meaulnes (1913)>를 남겼다.

## 생애

### 유년기

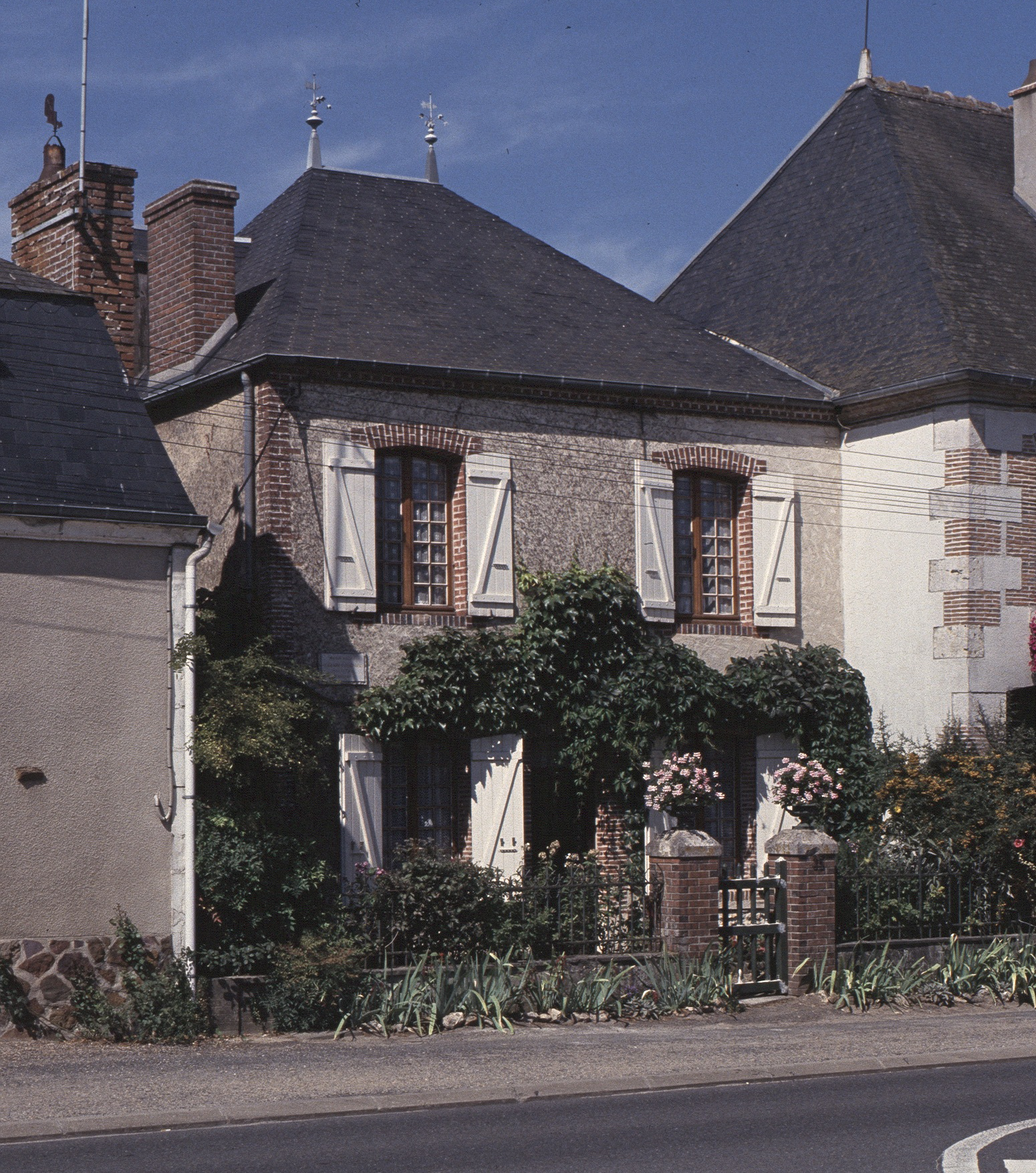
라 샤펠당질롱의 알랭 푸르니에 생가.

앙리-알방 푸르니에는 부르주에서 북쪽으로 32km 떨어진 셰르 데파르트망의 주도, 라샤펠당지용에서 태어났다. 보통 오귀스트라고 불린 아버지 오귀스탱 푸르니에(1861-1933)는 젊은 선생으로, 아들이 태어날 무렵 마르세(Marçais)로 전근을 가게 되었는데, 어린 앙리는 그곳에서 5년간 살게 되었다. 어머니 마리-알바니 바르트(1864-1928) 역시 선생이었다. 그는 어린 시절 대부분, 7년간을 셰르의 최남단에 있는 에피뇌유르플뢰리엘에서 보냈는데, 아버지는 학교 선생님이자, 여동생 이자벨(1889-1971)은 함께 읽고 노는 친구였다. 1905년 3월 20일 부모에게 보낸 편지에서 알랭 푸르니에는 "교실은 [...] 5시의 포근하고 온화한 햇살로, 가꿔진 흙의 좋은 냄새로 가득 차 있었다"고 언급한다. 그는 "부모님께서도 아시다시피, 이 모든 것들은 제게 있어서 세계의 전부였습니다"라고 첨언한다. 알랭 푸르니에의 훗날 소설 중 3/4는 그의 행복했던 어린 시절 속 작은 마을과 혼동하리만큼 닮아있는 "생트-아가트"와 그 주변을 배경으로 하고 있다.

### 고교 시절

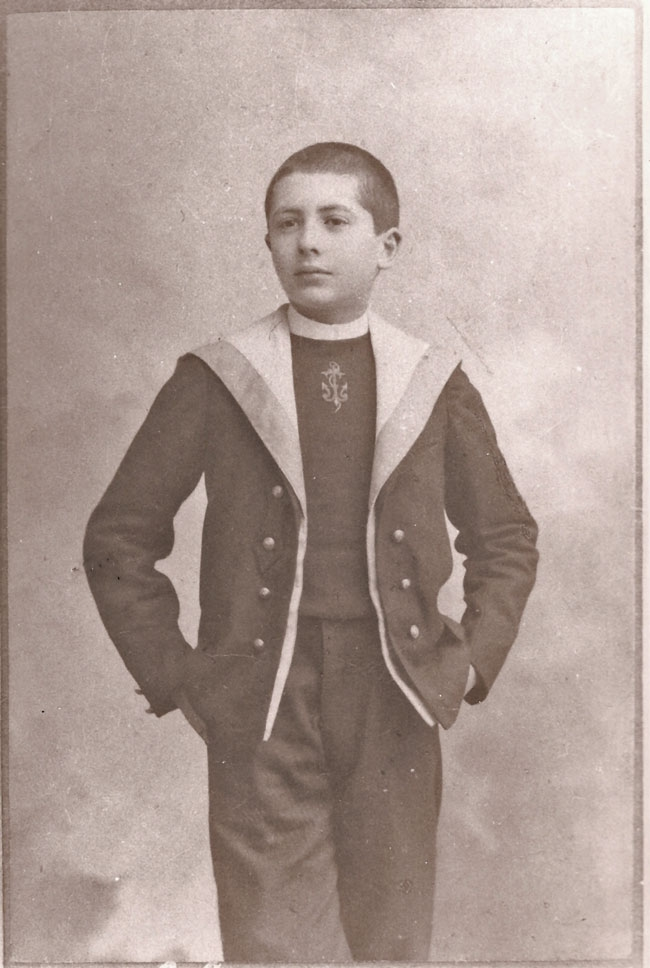
1898년 파리 리세 볼테르에서, 알랭 푸르니에.

12살의 알랭 푸르니에는 고향을 떠나 파리로 가, 리세 볼테르에서 고교 과정을 시작하며, 학교에서 대부분의 상을 거머쥔다. "여행하는 선원이 되는" 몽상에 빠진 알랭 푸르니에는 브레스트로 가 해군사관학교 입학 시험을 준비하고 싶다고 1901년 9월 부모를 설득한다. 해사 입시는 무척 고됐고, 알랭 푸르니에는 15개월 후 입시를 포기한다. 알랭 푸르니에는 리세 드 부르주에서 바칼로레아를 준비하게 된다. 그는 1903년 7월 좋지만은 않은 성적으로 바칼로레아를 땄다. 이전의 샤를 페기나 장 지로두같은 지방 출신의 많은 젊은이들처럼, 알랭 푸르니에는 소의 리세 라카날 - "지방 기숙학교" -에서 1903년부터 1906년까지 고등 과정 문학 공부를 계속하다가, 이후 파리의 리세 루이르그랑에서 고등사범학교 입시를 준비한다. 바로 리세 라카날에서 알랭 푸르니에는 깊은 우정을 나누게 될 자크 리비에르와 만난다. 리비에르가 1905년 보르도로 귀향하고 나서, 알랭 푸르니에는 그와 거의 매일 편지를 주고받았고, 이 서한은 1928년 출간된다. 자크 리비에르는 1909년 알랭 푸르니에의 여동생 이자벨과 결혼한다.

### 그랑 팔레에서의 만남
1905년 6월 1일, 주님 승천 대축일 - 그는 18살이었다 -, 알랭 푸르니에는 그랑 팔레의 미술 전시회 출구에서, 열흘이 지나서야 자기 이름을 알려줄, 장신의 아름다운 아가씨와 교차하게 된다. 그녀는 바로 이본 드 키에브르쿠르(Yvonne de Quiévrecourt)였다. 하지만 이 사랑은 불가능했는데, 이본은 약혼을 하고 있었고, 결국 일년 뒤 아메데 브로셰라는 해군 군의관과 결혼하여, 두 자식을 낳게 된다. 이 짧은 만남에 충격받은 푸르니에는, 8년 동안 이 아가씨에 대한 생각을 그만두지 않고, 편지에서 그녀를 상기한다. 푸르니에는 그녀에게 영감을 받아 <대장 몬느>의 이본 드 갈레라는 인물을 창조한다.

### 청춘 시절의 끝

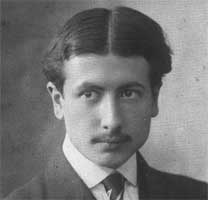
1905년의 알랭 푸르니에.

1907년 7월 고등사범학교 구술 시험을 실패한 후, 알랭 푸르니에는 1907년 10월부터 1909년 9월까지 병역을 수행하는데, 먼저 뱅센에서 복무하다가 이후 파리, 방브, 라발의 여러 부대에서, 이후 미랑드의 88 보병 연대 소속 예비역 소위로 복무한다. 1909년 가을 제대한 알랭 푸르니에는 학업을 계속하지는 않았으나, 1910년 <파리-주르날>의 문예평 담당자직을 맡는다. 알랭 푸르니에는 시 몇 작품, 에세, 콩트를 출간하기 시작하며, 어느 정도 성공한다. 그는 모리스 드니, 앙드레 지드, 폴 클로델, 앙드레 사레스, 자크 코포같은 당대 거장 예술가와 작가들과 만나고, 샤를 페기, 마르그리트 오두와 깊은 우정을 쌓는다. 하지만 이러한 친교보다 더, 알랭 푸르니에는 자신을 유명하게 만들 작품을 천천히 구성한다. 1913년 11월 에밀-폴에서 출판된 <대장 몬느>가 바로 그 작품이다. <대장 몬느>는 공쿠르상을 아쉽게 놓쳤으나, 당대 비평가들은 이 소설을 한결같이 고평가했다.

## 작품
알랭 푸르니에는 일반적으로 그가 27살이었을 무렵 저술한 단 한 작품, <대장 몬느Le Grand Meaulnes (1913)>만을 남긴 작가로 여겨졌으나, 이 작품은 그의 유일한 작품은 아니다. 알랭 푸르니에가 작가가 되고 싶다는 꿈을 표현한 것은 17살 무렵으로, 그는 바로 1904년 여름에 처음으로 자유시를 썼다. 초기 시와 단편들은 알랭 푸르니에가 살아있을 때 여러 잡지에서 출판되었으며, 큰 성공을 거뒀다. 대부분의 다른 작품들과 함께, 이 초창기 작품들은 <기적Miracles>이라는 이름으로 처남 자크 리비에르가 1924년 갈리마르 출판사에서 출판한다. 1905년 8월 13일부터 런던에 머물 무렵, 알랭 푸르니에는 친구 자크에게 보낸 편지에서 자신이 다른 작업을 하고 있는데, 바로 디킨스풍의 소설가가 되는 것이라고 선언한다. 의심할 여지 없이 <대장 몬느>의 첫 초고들은 이 시기를 기점으로 저술되었을 것이다.

### 작품 연보
- 1913년 : <대장 몬느Le Grand Meaulnes> (<NRF>에서 7월부터 11월 실림, 이후 같은 해 <에밀-폴 형제>에서 출간됨) ; très nombreuses rééditions, dont sept éditions de poche parues à partir de 1971, puis en 2008, 2009 et 2010, ainsi qu’une édition savante de Marie-Hélène Boblet, chez Honoré Champion en 2009. En mars 2020, publication chez Gallimard, dans la collection de la Pléiade, édition établie par Philippe Berthier
- 1924년 : <기적Miracles> (시와 단편, 자크 리비에르가 모은 모음집), 갈리마르 ; réédités et complétés en 1986 chez Fayard par Alain Rivière avec une couverture du peintre Dominique Philippe.
- 1926년 : <자크 리비에르와의 서한Correspondance avec Jacques Rivière>, publiée par Isabelle Rivière chez Gallimard en 4 volumes de 1926 à 1928 (deux rééditions d’abord en 2 volumes en 1947, puis complétée et entièrement refondue en 2 volumes par Alain Rivière et Pierre de Gaulmyn en 1991).
- 1929년 : <가족에게 보낸 편지Lettres à sa famille (1905-1914)> ; réédition complétée sous le titre Lettres à sa famille et à quelques autres par Alain Rivière en 1991 chez Fayard.
- 1930년 : <사랑스런 B에게 보낸 편지Lettres au petit B.> ("사랑스런 B"는 리세 라카날에서의 동창으로 알랭 푸르니에와 자크 리비에르의 친구이자, 시인인 르네 비셰이다.) ; réédition complétée par Alain Rivière en 1986 chez Fayard.
- 1944년 : <타락한 여자La Femme empoisonnée>, A.A.M. Stols.
- 1973년 : <샤를 페기 - 알랭 푸르니에, 서한, 우정의 경치Charles Péguy – Alain-Fournier, Correspondance, Paysages d’une amitié>, présentée par Yves Rey-Herme, rééditée et complétée en 1990 chez Fayard.
- 1986년 : La peinture, le cœur et l’esprit. Correspondance inédite (1907-1924). André Lhote, Alain-Fournier, Jacques Rivière (William Blake & Co).
- 1990년 : <콜롱브 블랑셰Colombe Blanchet – Esquisses d’un second roman inédit.> Transcription d’un manuscrit de 133 pages éparses (esquisses et brouillons, notes préparatoires), Le Cherche Midi, 1990.
- 1992년 : 알랭 푸르니에; 시몬 부인 (1992). 《서한Correspondance, 1912-1914》 (프랑스어). 파리: 파야르. ISBN 978-2-213-02998-6. .
- 2014년 : 알랭 푸르니에; 아리안 샤르통 (2014). 《잔에게 보낸 편지Lettres à Jeanne》. 르 프티 메르퀴르 (프랑스어). Paris: 메르퀴르 드 프랑스. ISBN 978-2-715-23523-6. OCLC 871236192. .